# Dania na Letnich Igrzyskach Olimpijskich 1912
Dania na Letnich Igrzyskach Olimpijskich 1912 po raz czwarty wystartowała w igrzyskach. W skład reprezentacji weszło 153 zawodników, w tym jedna kobieta.

## Zdobyte medale

### Złoto
Wioślarstwo
- Ejler Allert, Jørgen Hansen, Carl Møller, Carl Pedersen, Poul Hartmann – Czwórka ze sternikiem – łodzie z wewnętrznymi odsadniami

### Srebro
Gimnastyka
- Peter Andersen, Valdemar Bøggild, Søren Peter Christensen, Ingvald Eriksen, George Falcke, Torkild Garp, Hans Trier Hansen, Johannes Hansen, Rasmus Hansen, Jens Kristian Jensen, Søren Alfred Jensen, Karl Kirk, Jens Kirkegaard, Olaf Kjems, Carl Larsen, Jens Peter Laursen, Marius Lefèrve, Povl Mark, Einar Olsen, Hans Pedersen, Hans Eiler Pedersen, Olaf Pedersen, Peder Larsen Pedersen, Aksel Sørensen, Martin Thau, Søren Thorborg, Kristen Vadgaard, Johannes Vinther – ćwiczenia szwedzkie drużynowo

Piłka nożna
- Paul Berth, Charles Buchwald, Hjalmar Christoffersen, Harald Hansen, Sophus Hansen, Emil Jørgensen, Ivar Lykke, Nils Middelboe, Oscar Nielsen, Poul Nielsen, Sophus Nielsen, Anthon Olsen, Axel Petersen, Axel Thufason, Vilhelm Wolfhagen

Strzelectwo
- Lars Jørgen Madsen – Karabin dowolny 300 m – z trzech pozycji

Szermierka
- Ivan Osiier – Szpada

Tenis ziemny
- Sofie Castenschiold

Żeglarstwo
- Steen Herschend, Hans Meulengracht-Madsen, Sven Thomsen – Klasa 6 metrów

### Brąz
Gimnastyka
- Axel Andersen, Hjalmart Andersen, Halvor Birch, Wilhelm Grimmelmann, Arvor Hansen, Christian Hansen, Aage Marius Hansen, Charles Jensen, Hjalmar Peter Johansen, Poul Jørgensen, Carl Krebs, Vigo Madsen, Lukas Nielsen, Rikard Nordstrøm, Steen Olsen, Oluf Olsson, Carl Pedersen, Oluf Pedersen, Niels Petersen, Christian Svendsen – Ćwiczenia wolne drużynowo

Strzelectwo
- Niels Larsen – Karabin dowolny 300 m z trzech pozycji
- Niels Andersen, Jens Hajslund, Laurits Larsen, Niels Larsen, Lars Jørgen Madsen, Ole Olsen – Karabin dowolny drużynowo

Wioślarstwo
- Erik Bisgaard, Rasmus Frandsen, Mikael Simonsen, Poul Thymann, Ejgil Clemmensen – Czwórka ze sternikiem

Zapasy
- Søren Jensen – Waga ciężka

## Skład kadry

### Gimnastyka
| Zawodnik | Konkurencja                          | Finał   | Finał   |
| Zawodnik | Konkurencja                          | Wynik   | Miejsce |
| --- | ------------------------------------ | ------- | ------- |
| Arvor Hansen | wielobój indywidualnie               | 107,50  | 26.     |
| Axel Andersen | wielobój indywidualnie               | 98,75   | 33.     |
| Carl Pedersen | wielobój indywidualnie               | 97,25   | 34.     |
| Charles Jensen | wielobój indywidualnie               | 103,75  | 30.     |
| Ejnar Møbius | wielobój indywidualnie               | 86,75   | 40.     |
| Niels Petersen | wielobój indywidualnie               | 97,25   | 34.     |
| Axel Andersen, Hjalmart Andersen, Halvor Birch, Wilhelm Grimmelmann, Arvor Hansen, Christian Hansen, Marius Hansen, Charles Jensen, Hjalmar Peter Johansen, Poul Jørgensen, Carl Krebs, Vigo Madsen, Lukas Nielsen, Rikard Nordstrøm, Steen Olsen, Oluf Olsson, Carl Pedersen, Oluf Pedersen, Niels Petersen, Christian Svendsen | wielobój drużynowo w systemie wolnym | 106,25  | brąz    |
| Peter Andersen, Søren Peter Christensen, Ingvald Eriksen, George Falcke, Torkild Garp, Hans Trier Hansen, Johannes Hansen, Rasmus. Hansen, Jens Kristian Jensen, Søren Alfred Jensen, Valdemar Bøggild, Karl Kirk, Jens Kirkegaard, Olaf Kjems, Carl Larsen, Jens Laursen, Marius Lefevre, Poul Mark, Einar Olsen, Hans Pedersen, Hans Eiler Pedersen, Olaf Pedersen, Peder Pedersen, Jørgen Ravn, Aksel Sørensen, Søren Thorborg, Kristen Vadgaard, Johannes Vinther | wielobój w systemie szwedzkim        | 4494,20 | srebro  |

### Jeździectwo
| Konkurencja              | Zawodnik      | Koń             | Finał | Finał |
| Konkurencja              | Zawodnik      | Koń             | Wynik | Poz.  |
| ------------------------ | ------------- | --------------- | ----- | ----- |
| Ujeżdżenie indywidualnie | Rudolf Keyper | Kinley Princess | 111   | 16.   |
| Ujeżdżenie indywidualnie | Carl Saunte   | Streg           | 120   | 18.   |

| Konkurencja        | Zawodnik                                            | Koń         | Próba jeździecka      | Próba terenowa           | Bieg z przeszkodami      | Skoki                    | Ujeżdżenie               | Razem                     | Pozycja                   |
| ------------------ | --------------------------------------------------- | ----------- | --------------------- | ------------------------ | ------------------------ | ------------------------ | ------------------------ | ------------------------- | ------------------------- |
| WKKW indywidualnie | Carl Adolph Kraft                                   | Grom        | 10,00                 | 10,00                    | 10,00                    | Nie stanął na starcie    | Nie ukończył konkurencji | Nie ukończył konkurencji  | Nie ukończył konkurencji  |
| WKKW indywidualnie | Carl Høst Saunte                                    | Streg       | Nie stanął na starcie | Nie ukończył konkurencji | Nie ukończył konkurencji | Nie ukończył konkurencji | Nie ukończył konkurencji | Nie ukończył konkurencji  | Nie ukończył konkurencji  |
| WKKW indywidualnie | Frode Kirkebjerg                                    | Dibbe-Lippe | 10,00                 | 5,69                     | 10,00                    | Nie stanął na starcie    | Nie ukończył konkurencji | Nie ukończył konkurencji  | Nie ukończył konkurencji  |
| WKKW drużynowo     | Carl Adolph Kraft Carl Høst Saunte Frode Kirkebjerg | jak wyżej   | punktacja jak wyżej   | punktacja jak wyżej      | punktacja jak wyżej      | punktacja jak wyżej      | punktacja jak wyżej      | Nie ukończyli konkurencji | Nie ukończyli konkurencji |

### Kolarstwo

#### Kolarstwo szosowe
| Zawodnik                                                            | Konkurencja                    | Czas                 | Pozycja              |
| ------------------------------------------------------------------- | ------------------------------ | -------------------- | -------------------- |
| Olaf Meyland-Smith                                                  | jazda indywidualna na czas (m) | 11:32:24,2           | 25.                  |
| Charles Hansen                                                      | jazda indywidualna na czas (m) | 11:40:04,0           | 32.                  |
| Johannes Reinwaldt                                                  | jazda indywidualna na czas (m) | 11:57:20,0           | 48.                  |
| Godtfred Olsen                                                      | jazda indywidualna na czas (m) | 12:06:18,8           | 53.                  |
| Valdemar Nielsen                                                    | jazda indywidualna na czas (m) | 12:33:09,2           | 72.                  |
| Otto Jensen                                                         | jazda indywidualna na czas (m) | Nie ukończył wyścigu | Nie ukończył wyścigu |
| Valdemar Chistoffer Nielsen                                         | jazda indywidualna na czas (m) | Nie ukończył wyścigu | Nie ukończył wyścigu |
| Hans Olsen                                                          | jazda indywidualna na czas (m) | Nie ukończył wyścigu | Nie ukończył wyścigu |
| Olaf Meyland-Smith Charles Hansen Johannes Reinwaldt Godtfred Olsen | jazda drużynowa na czas (m)    | 47:16:07,0           | 8.                   |

### Lekkoatletyka
Konkurencje biegowe
| Konkurencja               | Zawodnik                                         | Eliminacje      | Eliminacje      | Półfinał | Półfinał | Finał                | Finał                |
| Konkurencja               | Zawodnik                                         | Wynik           | Miejsce         | Wynik    | Miejsce  | Wynik                | Miejsce              |
| ------------------------- | ------------------------------------------------ | --------------- | --------------- | -------- | -------- | -------------------- | -------------------- |
| bieg przełajowy           | Lauritz Christiansen                             |                 |                 |          |          | 49:06,4              | 14.                  |
| bieg przełajowy           | Viggo Petersen                                   |                 |                 |          |          | 53:00,8              | 23.                  |
| bieg przełajowy           | Gerhard Topp                                     |                 |                 |          |          | 54:24,9              | 26.                  |
| bieg przełajowy           | Steen Rasmussen                                  |                 |                 |          |          | 55:27,0              | 28.                  |
| bieg przełajowy           | Holger Baden                                     |                 |                 |          |          | Nie ukończył biegu   | Nie ukończył biegu   |
| bieg przełajowy           | Fritz Danild                                     |                 |                 |          |          | Nie ukończył biegu   | Nie ukończył biegu   |
| bieg przełajowy           | Karl Jensen                                      |                 |                 |          |          | Nie ukończył biegu   | Nie ukończył biegu   |
| bieg przełajowy drużynowo | Lauritz Christiansen Viggo Petersen Gerhard Topp |                 |                 |          |          | 63                   | 5.                   |
| maraton                   | Johannes Christensen                             |                 |                 |          |          | 3:21:57,4            | 29.                  |
| maraton                   | Olaf Lodal                                       |                 |                 |          |          | 3:21:57,6            | 30.                  |
| chód na 10 km             | Aage Rasmussen                                   | 48:15,8         | 3.              |          |          | 48:00,0              | 4.                   |
| chód na 10 km             | Vilhelm Gylche                                   | 51:13,8         | 4.              |          |          | Nie ukończył wyścigu | Nie ukończył wyścigu |
| chód na 10 km             | Niels Pedersen                                   | Dyskwalifikacja | Dyskwalifikacja |          |          | Nie awansował        | Nie awansował        |

Konkurencje techniczne
| Zawodnik    | Konkurencja   | Finał | Finał   |
| Zawodnik    | Konkurencja   | Wynik | Miejsce |
| ----------- | ------------- | ----- | ------- |
| Fritz Vikke | skok o tyczce | 3,40  | 16.     |

| Zawodnik       | Konkurencje   | Konkurencje                | Wyniki                | Punkty                   | Miejsce                  |
| -------------- | ------------- | -------------------------- | --------------------- | ------------------------ | ------------------------ |
| Svend Langkjær | dziesięciobój | bieg 100 m                 | 12,0                  | 714,4                    | 16.                      |
| Svend Langkjær | dziesięciobój | skok w dal                 | 5,89                  | 610,45                   | 21.                      |
| Svend Langkjær | dziesięciobój | pchnięcie kulą             | 9,86                  | 506,00                   | 21.                      |
| Svend Langkjær | dziesięciobój | skok wzwyż                 | Nie stanął na starcie | Nie stanął na starcie    | Nie stanął na starcie    |
| Svend Langkjær | dziesięciobój | bieg 400 m                 | –                     | –                        | –                        |
| Svend Langkjær | dziesięciobój | rzut dyskiem               | –                     | –                        | –                        |
| Svend Langkjær | dziesięciobój | bieg na 110 m przez płotki | –                     | –                        | –                        |
| Svend Langkjær | dziesięciobój | skok o tyczce              | –                     | –                        | –                        |
| Svend Langkjær | dziesięciobój | rzut oszczepem             | –                     | –                        | –                        |
| Svend Langkjær | dziesięciobój | bieg na 1500 m             | –                     | –                        | –                        |
| Svend Langkjær | dziesięciobój | Finał                      |                       | Nie ukończył konkurencji | Nie ukończył konkurencji |

### Pięciobój nowoczesny
| Zawodnik         | Konkurencja   | Strzelanie | Strzelanie | Strzelanie | Pływanie | Pływanie | Pływanie | Szermierka | Szermierka | Szermierka | Jazda konna            | Jazda konna            | Jazda konna            | Bieg przełajowy          | Bieg przełajowy          | Bieg przełajowy          | Suma punktów             | Pozycja                  |
| Zawodnik         | Konkurencja   | Wynik      | M.         | Punkty     | Czas     | M.       | Punkty   | Wygrane    | M.         | Punkty     | Kary                   | M.                     | Punkty                 | Czas                     | M.                       | Punkty                   | Suma punktów             | Pozycja                  |
| ---------------- | ------------- | ---------- | ---------- | ---------- | -------- | -------- | -------- | ---------- | ---------- | ---------- | ---------------------- | ---------------------- | ---------------------- | ------------------------ | ------------------------ | ------------------------ | ------------------------ | ------------------------ |
| Vilhelm Laybourn | indywidualnie | 140        | 25         | 25.        | 12:09,6  | 29.      | 29       | 6          | 24.        | 24         | Dyskwalifikacja        | Dyskwalifikacja        | Dyskwalifikacja        | Nie ukończył konkurencji | Nie ukończył konkurencji | Nie ukończył konkurencji | Nie ukończył konkurencji | Nie ukończył konkurencji |
| Theodor Zeilau   | indywidualnie | 93         | 28         | 28.        | 7:59,4   | 22.      | 22       | 4          | 26.        | 26         | Nie ukończył przejazdu | Nie ukończył przejazdu | Nie ukończył przejazdu | Nie ukończył konkurencji | Nie ukończył konkurencji | Nie ukończył konkurencji | Nie ukończył konkurencji | Nie ukończył konkurencji |
| Johannes Ussing  | indywidualnie | 57         | 31         | 31.        | 7:40,2   | 20.      | 20       | 6          | 23.        | 23         | 0                      | 9.                     | 9                      | Nie ukończył biegu       | Nie ukończył biegu       | Nie ukończył biegu       | Nie ukończył konkurencji | Nie ukończył konkurencji |
| Kai Jølver       | indywidualnie | 52         | 32         | 32.        | 9:32,6   | 26.      | 26       | 7          | 22.        | 22         | 14                     | 21.                    | 21                     | 26:0,6                   | 22.                      | 22                       | 123                      | 22.                      |

### Piłka nożna
Reprezentacja mężczyzn
| - Sophus Hansen - Nils Middelboe - Harald Hansen - Charles Buchwald - Emil Jørgensen - Paul Berth - Oscar Nielsen - Axel Tufvesson |  | - Anthon Olsen - Sophus Nielsen - Vilhelm Wolfhagen - Hjalmar Christoffersen - Axel Petersen - Ivar Lykke - Poul Nielsen |

Reprezentacja Danii rozpoczęła udział w turnieju olimpijskim od II rundy. Ostatecznie reprezentanci Danii zdobyli srebrny medal.

#### Ćwierćfinały
| 30 czerwca 1912 16:30 | Dania · Anthon Olsen 4', 70', 88' · Vilhelm Wolfhagen 25' · Nils Middelboe 37' · Sophus Nielsen 60', 85' | 7 : 0(3:0) | Norwegia | Idrottsplats Råsunda, Solna Widzów: 700 Sędzia: Ruben Gelbord |
|                       | |            |          |                                                               |

#### Półfinały
| 2 lipca 1912 19:00 | Dania · Emil Jørgensen 7' · Anthon Olsen 14', 87' · Poul Nielsen 37' | 4 : 1(3:0) | Holandia · 85' (sam) Harald Hansen | Stadion Olimpijski, Sztokholm Widzów: 6 000 Sędzia: Ede Herczog |
|                    |                                                                      |            |                                    |                                                                 |

#### Finał
| 4 lipca 1912 19:00 | Wielka Brytania · Harold Walden 10' · Gordon Hoare 22', 41' · Arthur Berry 43' | 4 : 2(4:1) | Dania · 27', 81' Anthon Olsen | Stadion Olimpijski, Sztokholm Widzów: 25 000 Sędzia: Christiaan J. Groothoff |
|                    |                                                                                |            |                               |                                                                              |

### Strzelectwo
| Konkurencja                                 | Zawodnik                                                                               | Finał                    | Finał                    |
| Konkurencja                                 | Zawodnik                                                                               | Wynik                    | Pozycja                  |
| ------------------------------------------- | -------------------------------------------------------------------------------------- | ------------------------ | ------------------------ |
| karabin dowolny 600 m                       | Hans Schultz                                                                           | 75                       | 44.                      |
| karabin dowolny 600 m                       | Rasmus Friis                                                                           | 74                       | 48.                      |
| karabin wojskowy trzy postawy 300 m         | Hans Schultz                                                                           | 82                       | 36.                      |
| karabin wojskowy trzy postawy 300 m         | Niels Larsen                                                                           | 70                       | 63.                      |
| karabin wojskowy trzy postawy 300 m         | Povl Gerlow                                                                            | 64                       | 74.                      |
| karabin wojskowy drużynowo                  | Niels Andersen Lars Jørgen Madsen Hans Schultz Niels Larsen Jens Hajslund Rasmus Friis | 1419                     | 8.                       |
| karabin dowolny 3 postawy                   | Lars Jørgen Madsen                                                                     | 981                      | srebro                   |
| karabin dowolny 3 postawy                   | Niels Larsen                                                                           | 962                      | brąz                     |
| karabin dowolny 3 postawy                   | Ole Olsen                                                                              | 926                      | 12.                      |
| karabin dowolny 3 postawy                   | Christian Tauson                                                                       | 921                      | 16.                      |
| karabin dowolny 3 postawy                   | Laurits Larsen                                                                         | 894                      | 33.                      |
| karabin dowolny 3 postawy                   | Frants Nielsen                                                                         | 851                      | 46.                      |
| karabin dowolny 3 postawy                   | Anders Peter Nielsen                                                                   | 849                      | 47.                      |
| karabin dowolny 3 postawy                   | Hans Schultz                                                                           | 808                      | 52.                      |
| karabin dowolny 3 postawy                   | Povl Gerlow                                                                            | 772                      | 60.                      |
| karabin dowolny 3 postawy                   | Hans Denver                                                                            | Nie ukończył konkurencji | Nie ukończył konkurencji |
| karabin dowolny 3 postawy                   | Jens Hajslund                                                                          | Nie ukończył konkurencji | Nie ukończył konkurencji |
| karabin dowolny 3 postawy drużynowo         | Ole Olsen Lars Jørgen Madsen Niels Larsen Niels Andersen Laurits Larsen Jens Hajslund  | 5570                     | brąz                     |
| karabin małokalibrowy znikająca tarcza 25 m | Povl Gerlow                                                                            | 174                      | 31.                      |
| karabin małokalibrowy dowolna postawa 50 m  | Frants Nielsen                                                                         | 180                      | 26.                      |
| karabin małokalibrowy dowolna postawa 50 m  | Povl Gerlow                                                                            | 167                      | 38.                      |
| karabin małokalibrowy 50 m leżąc drużynowo  | Povl Gerlow Lars Jørgen Madsen Frants Nielsen Hans Denver                              | 708                      | 5.                       |
| pistolet dowolny indywidualnie              | Lars Jørgen Madsen                                                                     | 452                      | 14.                      |
| pistolet dowolny indywidualnie              | Laurits Larsen                                                                         | 432                      | 21.                      |
| pistolet dowolny indywidualnie              | Frants Nielsen                                                                         | 406                      | 40.                      |
| pistolet dowolny indywidualnie              | Niels Larsen                                                                           | 405                      | 41.                      |
| pistolet dowolny indywidualnie              | Peter Sofus Nielsen                                                                    | 397                      | 43.                      |
| pistolet dowolny indywidualnie              | Anders Peter Nielsen                                                                   | 355                      | 50.                      |

### Szermierka
| Konkurencja          | Zawodnik                                                            | 1 runda | 1 runda | 2 runda                                                                                 | 2 runda       | Półfinały                                                                                     | Półfinały      | Finał | Finał          | Pozycja        |
| Konkurencja          | Zawodnik                                                            | Przeciwnik | Wynik   | Przeciwnik                                                                              | Wynik         | Przeciwnik                                                                                    | Wynik          | Przeciwnik                                                                                                | Wynik          | Pozycja        |
| -------------------- | ------------------------------------------------------------------- | --- | ------- | --------------------------------------------------------------------------------------- | ------------- | --------------------------------------------------------------------------------------------- | -------------- | --- | -------------- | -------------- |
| szpada indywidualnie | Ejnar Levison                                                       | Hendrik de Iongh Julius Lichtenfels Sotirios Notaris Victor Willems Åke Grönhagen Gordon Alexander Pawieł Guworski |         | František Kříž Edgar Amphlett Hans Thomson Jacques Ochs Lars Aas                        |               | Jeorjos Petropulos Martin Holt Georg Branting Philippe Le Hardy de Beaulieu Vilém Goppold Jr. |                | Nie awansował                                                                                             | Nie awansował  | Nie awansował  |
| szpada indywidualnie | Jens Berthelsen                                                     | Paul Anspach Petros Manos Friedrich Schwarz Knut Enell Aleksandr Sołdatienkow Ahmed Hassanein                      |         | Vilém Goppold Jr. Trifon Triandafilakos Gustaf Lindblom Charles Van Der Byl Victor Boin | P             | Nie awansował                                                                                 | Nie awansował  | Nie awansował                                                                                             | Nie awansował  | Nie awansował  |
| szpada indywidualnie | Ivan Osiier                                                         | Zdeněk Bárta William Bowman Ernest Stenson-Cooke                                                                   | W       | Zdeněk Vávra Edgar Seligman Fernand de Montigny Fredric Schenck Hendrik de Iongh        |               | Victor Boin Henri Anspach Gustaf Lindblom Robert Montgomerie František Kříž                   |                | Paul Anspach Philippe Le Hardy de Beaulieu Léon Tom Einar Sörensen Edgar Seligman Victor Boin Martin Holt | P W P W        | srebro         |
| szpada indywidualnie | Hans Olsen                                                          | Gustaf Lindblom Adrianus de Jong Jeorjos Wersis Sydney Martineau Marcel Berré John Gignoux Hermann Plaskuda        |         | Nie awansował                                                                           | Nie awansował | Nie awansował                                                                                 | Nie awansował  | Nie awansował                                                                                             | Nie awansował  | Nie awansował  |
| szpada indywidualnie | Oluf Berntsen                                                       | Georg Branting Trifon Triandafilakos Willem van Blijenburgh Emil Schön John Blake Béla Békessy James Moore         |         | Nie awansował                                                                           | Nie awansował | Nie awansował                                                                                 | Nie awansował  | Nie awansował                                                                                             | Nie awansował  | Nie awansował  |
| szpada indywidualnie | Lauritz Østrup                                                      | Jeorjos Petropulos Gerald Ames Karel Goppold Walther Meienreis Willem Molijn                                       | P W     | Nie awansował                                                                           | Nie awansował | Nie awansował                                                                                 | Nie awansował  | Nie awansował                                                                                             | Nie awansował  | Nie awansował  |
| floret indywidualnie | Jens Berthelsen                                                     | Arthur Fagan Julius Lichtenfels Graeme Hammond Gaston Salmon Gustaf Armgarth Władimir Kajzer                       |         | Béla Zulawszky Vilém Tvrzský Edgar Amphlett Francesco Pietrasanta Albertson Van Zo Post | P W -         | Nie awansował                                                                                 | Nie awansował  | Nie awansował                                                                                             | Nie awansował  | Nie awansował  |
| floret indywidualnie | Hans Olsen                                                          | Sherman Hall Pietro Speciale Sydney Martineau Aleksandr Mordowin Victor Willems Carl Personne                      |         | Nie awansował                                                                           | Nie awansował | Nie awansował                                                                                 | Nie awansował  | Nie awansował                                                                                             | Nie awansował  | Nie awansował  |
| floret indywidualnie | Ejnar Levison                                                       | Hermann Plaskuda Pál Pajzs Josef Puhm William Bowman Zdeněk Vávra                                                  | W       | László Berti Emil Schön Bjarne Eriksen Paul Anspach Jacques Ochs                        |               | Nie awansował                                                                                 | Nie awansował  | Nie awansował                                                                                             | Nie awansował  | Nie awansował  |
| floret indywidualnie | Ivan Osiier                                                         | Axel Jöhncke Friedrich Golling Gawriił Bertrain                                                                    | W       | Victor Willems Péter Tóth Wilhelm Löffler Sotirios Notaris Harold Rayner                |               | Nedo Nadi Béla Békessy Emil Schön Paul Anspach Edgar Amphlett                                 |                | Nie awansował                                                                                             | Nie awansował  | Nie awansował  |
| floret indywidualnie | Oluf Berntsen                                                       | Karl Hjorth Robert Montgomerie Paul Anspach Lew Martiuszew Christopher von Tangen Reinhold Trampler                |         | Nie awansował                                                                           | Nie awansował | Nie awansował                                                                                 | Nie awansował  | Nie awansował                                                                                             | Nie awansował  | Nie awansował  |
| floret indywidualnie | Lauritz Østrup                                                      | László Berti Heinrich Ziegler Jacques Ochs Rudolf Cvetko František Kříž                                            |         | Hermann Plaskuda Robert Montgomerie Richard Verderber Vilém Goppold Jr. Robert Hennet   |               | Nie awansował                                                                                 | Nie awansował  | Nie awansował                                                                                             | Nie awansował  | Nie awansował  |
| szabla indywidualnie | Jens Berthelsen                                                     | Karl Münich Hans Thomson Boris Niepokupnoj                                                                         | P W     | Jenő Fuchs Alfred Syson Boris Arsienjew Hendrik de Iongh Josef Javůrek                  | P -           | Nie awansował                                                                                 | Nie awansował  | Nie awansował                                                                                             | Nie awansował  | Nie awansował  |
| szabla indywidualnie | Oluf Berntsen                                                       | Edoardo Alaimo Albert Bogen Zdeněk Bárta Aleksandr Szkilow                                                         |         | Béla Békessy Dezső Földes Nikołaj Kuzniecow Aristide Pontenani Karl Münich              |               | Lajos Werkner Zoltán Schenker László Berti Apołłon Hüber von Greifenfels William Marsh        | P              | Nie awansował                                                                                             | Nie awansował  | Nie awansował  |
| szabla indywidualnie | Ejnar Levison                                                       | Alfred Ridley-Martin Anatolij Timofiejew Johannes Kolling                                                          | W       | László Berti Bertalan Dunay Władimir Andriejew Giovanni Benfratello Georg Stöhr         |               | Nie awansował                                                                                 | Nie awansował  | Nie awansował                                                                                             | Nie awansował  | Nie awansował  |
| szpada drużynowo     | Ejnar Levison Hans Olsen Ivan Osiier Lauritz Østrup                 | Grecja · Stany Zjednoczone                                                                                         | W       |                                                                                         |               | Holandia · Wielka Brytania · Bohemia                                                          | P W            | Nie awansowali                                                                                            | Nie awansowali | Nie awansowali |
| szabla drużynowo     | Jens Berthelsen Ejnar Levison Hans Olsen Ivan Osiier Lauritz Østrup | Cesarstwo Austrii · Holandia                                                                                       | P       |                                                                                         |               | Nie awansowali                                                                                | Nie awansowali | Nie awansowali                                                                                            | Nie awansowali | Nie awansowali |

### Tenis ziemny
| Konkurencja             | Zawodnik                        | 1 runda                                 | 2 runda                                           | 3 runda                                                              | Ćwierćfinały                                    | Półfinały                   | Finał                        | Miejsce |
| Konkurencja             | Zawodnik                        | Przeciwnik Wynik                        | Przeciwnik Wynik                                  | Przeciwnik Wynik                                                     | Przeciwnik Wynik                                | Przeciwnik Wynik            | Przeciwnik Wynik             | Miejsce |
| ----------------------- | ------------------------------- | --------------------------------------- | ------------------------------------------------- | -------------------------------------------------------------------- | ----------------------------------------------- | --------------------------- | ---------------------------- | ------- |
| Singiel (m)             | Ludvig Rovsing                  |                                         | Charles Wennergren P 2:3 (6:4,7:9,8:6,1:6,1:6)    | Nie awansował                                                        | Nie awansował                                   | Nie awansował               | Nie awansował                | 17.     |
| Singiel (m)             | Victor Hansen                   |                                         | Béla von Kehrling P 1:3 (2:6,1:6,8:6,4:6)         | Nie awansował                                                        | Nie awansował                                   | Nie awansował               | Nie awansował                | 17.     |
| Singiel (m)             | Vagn Ingerslev                  | Jørgen Arneholt W 3:1 (6:2,1:6,6:0,6:4) | Thorsten Grönfors W 3:0 (6:1,6:2,6:2)             | Charles Winslow P 0:3 (4:6,6:8,4:6)                                  | Nie awansował                                   | Nie awansował               | Nie awansował                | 9.      |
| Singiel (m)             | Jørgen Arneholt                 | Vagn Ingerslev P 1:3 (2:6,6:1,0:6,4:6)  | Nie awansował                                     | Nie awansował                                                        | Nie awansował                                   | Nie awansował               | Nie awansował                | 31.     |
| Singiel (m)             | Ove Frederiksen                 | Otto von Müller P 0:3 (2:6,1:6,4:4)     | Nie awansował                                     | Nie awansował                                                        | Nie awansował                                   | Nie awansował               | Nie awansował                | 31.     |
| Singiel (m)             | Axel Thayssen                   | Aage Madsen W 3:1 (6:1,6:3,3:6,6:3)     | Charles Winslow P 1:3 (4:6,6:3,4:6,4:6)           | Nie awansował                                                        | Nie awansował                                   | Nie awansował               | Nie awansował                | 17.     |
| Singiel (m)             | Aage Madsen                     | Axel Thayssen P 1:3 (1:6,3:6,6:3,3:6)   | Nie awansował                                     | Nie awansował                                                        | Nie awansował                                   | Nie awansował               | Nie awansował                | 31.     |
| Singiel (m)             | Ernst Frigast                   | Charles Winslow P 0:3 (5:7,2:6,3:6)     | Nie awansował                                     | Nie awansował                                                        | Nie awansował                                   | Nie awansował               | Nie awansował                | 31.     |
| debel (m)               | Ludvig Rovsing Victor Hansen    |                                         |                                                   | Michaił Sumarokow-Elston Aleksandr Alejnicyn P 1:3 (6:2,3:6,5:7,3:6) | Nie awansowali                                  | Nie awansowali              | Nie awansowali               | 9.      |
| debel (m)               | Axel Thayssen Aage Madsen       |                                         | Josef Šebek Bohuslav Hykš W 3:0 (6:3,6:4,6:4)     | Charles Wennergren Carl-Olof Nylén P 0:3 (1:6,2:6,4:6)               | Nie awansowali                                  | Nie awansowali              | Nie awansowali               | 9.      |
| debel (m)               | Ernst Frigast Ove Frederiksen   |                                         |                                                   | Robert Spies Luis Maria Heyden P 0:3 (2:6,5:7,3:6)                   | Nie awansowali                                  | Nie awansowali              | Nie awansowali               | 9.      |
| debel (m)               | Vagn Ingerslev Jørgen Arenholt  |                                         | Harold Kitson Charles Winslow P 0:3 (4:6,1:6,4:6) | Nie awansowali                                                       | Nie awansowali                                  | Nie awansowali              | Nie awansowali               | 15.     |
| singiel mężczyzn w hali | Erik Larsen                     |                                         |                                                   | André Gobert P 1:3 (6:8,1:6,7:5,6:8)                                 | Nie awansował                                   | Nie awansował               | Nie awansował                | 16.     |
| singiel kobiet w hali   | Sofie Castenschiold             |                                         |                                                   |                                                                      | Helen Aitchison W 2:1 (2:6,6:2,6:1)             | Sigrid Fick W 2:0 (6:4,6:4) | Edith Hannam P 0:2 (4:6,3:6) | srebro  |
| mikst w hali            | Sofie Castenschiold Erik Larsen |                                         |                                                   |                                                                      | Helen Aitchison Herbert Barrett P 0:2 (0:6,3:6) | Nie awansowali              | Nie awansowali               | 5.      |

### Wioślarstwo
| Konkurencja                                              | Zawodnik                                                                    | Runda 1 | Runda 1 | Ćwierćfinał           | Ćwierćfinał           | Półfinał       | Półfinał       | Finał          | Finał          | Pozycja        |
| Konkurencja                                              | Zawodnik                                                                    | Czas    | M.      | Czas                  | M.                    | Czas           | M.             | Czas           | M.             | Pozycja        |
| -------------------------------------------------------- | --------------------------------------------------------------------------- | ------- | ------- | --------------------- | --------------------- | -------------- | -------------- | -------------- | -------------- | -------------- |
| Jedynka                                                  | Mikael Simonsen                                                             | 8:14,0  | 1.      | Nie stanął na starcie | Nie stanął na starcie | Nie awansował  | Nie awansował  | Nie awansował  | Nie awansował  | Nie awansował  |
| Czwórka ze sternikiem                                    | Erik Bisgaard Rasmus Frandsen Mikael Simonsen Poul Thymann Ejgil Clemmensen | 7:20,0  | 1.      | 7:09,0                | 1.                    | b.d            | 2.             | Nie awansowali | Nie awansowali | brąz           |
| Czwórka ze sternikiem                                    | Marius Jørgensen Knud Gøtke Johan Praem Theodor Eyrich Silva Smedberg       | b.d     | 2.      | Nie awansowali        | Nie awansowali        | Nie awansowali | Nie awansowali | Nie awansowali | Nie awansowali | Nie awansowali |
| Czwórka ze sternikiem (łodzie z wewnętrznymi odsadniami) | Ejler Allert Jørgen Hansen Carl Møller Carl Pedersen Poul Hartmann          | 7:52,0  | 1.      |                       |                       | 7:59,5         | 1.             | 7:44,6         | 1.             | złoto          |

### Zapasy
| Konkurencja                   | Zawodnik           | Runda 1                | Runda 2               | Runda 3           | Runda 4             | Runda 5          | Runda 6          | Finał                       | Miejsce       |
| Konkurencja                   | Zawodnik           | Przeciwnik Wynik       | Przeciwnik Wynik      | Przeciwnik Wynik  | Przeciwnik Wynik    | Przeciwnik Wynik | Przeciwnik Wynik | Przeciwnik Wynik            | Miejsce       |
| ----------------------------- | ------------------ | ---------------------- | --------------------- | ----------------- | ------------------- | ---------------- | ---------------- | --------------------------- | ------------- |
| styl klasyczny waga piórkowa  | Verner Hetmar      | Risto Mustonen W       | Aleksanders Meesits W | Lauri Haapanen p  | Friedrich Schärer W | Kaarlo Koskelo p | nie awansował    | nie awansował               | nie awansował |
| styl klasyczny waga piórkowa  | Carl Hansen        | Carl-Georg Andersson p | Kaarlo Koskelo p      | Nie awansował     | Nie awansował       | Nie awansował    | Nie awansował    | Nie awansował               | Nie awansował |
| styl klasyczny waga lekka     | Frederik Hansen    | Árpád Szántó W         | Ernő Márkus W         | Viktor Fischer p  | Johan Urvikko W     | Ödön Radvány p   | Nie awansował    | Nie awansował               | Nie awansował |
| styl klasyczny waga średnia   | Hvitfeldt Hansen   | Frits Johansson p      | Jan Sint p            | Nie awansował     | Nie awansował       | Nie awansował    | Nie awansował    | Nie awansował               | Nie awansował |
| styl klasyczny waga średnia   | Anders Andersen    | Adolf Kurz p           | Mikko Holm p          | Nie awansował     | Nie awansował       | Nie awansował    | Nie awansował    | Nie awansował               | Nie awansował |
| styl klasyczny waga półciężka | Otto Nagel         | Peter Öhler p          | Anders Rajala p       | Nie awansował     | Nie awansował       | Nie awansował    | Nie awansował    | Nie awansował               | Nie awansował |
| styl klasyczny waga półciężka | Johannes Eriksen   | Oskar Wiklund p        | Ragnar Fogelmark W    | Johan Salila W    | Peter Öhler W       | Anders Rajala p  | Nie awansował    | Nie awansował               | Nie awansował |
| styl klasyczny waga półciężka | Harald Christensen | Ernst Nilsson W        | Anders Ahlgren p      | Karl Barl W       | wolny los           | Ivar Böhling p   | Nie awansował    | Nie awansował               | Nie awansował |
| styl klasyczny waga ciężka    | Søren Jensen       | Ned Barrett W          | Adolf Lindfors W      | Gustaf Pelander W | Yrjö Saarela p      | Emil Backenius W | wolny los        | Yrjö Saarela p Johan Olin W | brąz          |

### Żeglarstwo
| Zawodnik                                              | Konkurencja    | Wyścig           | Wyścig            | Wyścig             | Punkty | Finałowa pozycja |
| Zawodnik                                              | Konkurencja    | Wyścig I miejsce | Wyścig II miejsce | Wyścig III miejsce | Punkty | Finałowa pozycja |
| ----------------------------------------------------- | -------------- | ---------------- | ----------------- | ------------------ | ------ | ---------------- |
| Hans Meulengracht-Madsen Steen Herschend Sven Thomsen | klasa 6 metrów | 1.               | 2.                |                    | 10     | [ 1 ]            |